# Жиль Рампійон
Жиль Рампійон (фр. Gilles Rampillon, нар. 28 липня 1953, Нюей-лез-Об'є) — французький футболіст, що грав на позиції півзахисника, зокрема за «Нант» та національну збірну Франції.

## Клубна кар'єра
У дорослому футболі дебютував 1970 року виступами за другу команду «Нанта», а з наступного року почав залучатися до головної команди клубу. Відіграв за головну команду з Нанта одинадцять сезонів своєї ігрової кар'єри. Більшість часу, проведеного у складі «Нанта», був основним гравцем команди. За цей час тричі вигравав чемпіонат Франції, а також ставав володарем Кубка країни. 
Завершив ігрову кар'єру у «Канн»і, за який виступав протягом 1982—1985 років.

## Виступи за збірну
1976 року дебютував в офіційних матчах у складі національної збірної Франції. Згодом провів ще по одній грі за збірну у 1979 і 1980 роках. Загалом у трьох матчах забив один гол.
| Дата       | Місто | Господарі | Результат | Гості          | Турнір            | Голи | Примітки |
| ---------- | ----- | --------- | --------- | -------------- | ----------------- | ---- | -------- |
| 27-3-1976  | Париж | Франція   | 2 – 2     | Чехословаччина | товариський матч  | -    |          |
| 17-11-1979 | Париж | Франція   | 2 – 1     | Чехословаччина | Відбір до ЧЄ 1980 | 1    |          |
| 26-3-1980  | Париж | Франція   | 0 – 0     | Нідерланди     | товариський матч  | -    |          |
| Усього     |       | Матчів    | 3         |                | Голів             | 1    |          |

## Титули і досягнення
- Чемпіон Франції (3):

«Нант»: 1972-73, 1976-77, 1979-80
- Володар Кубка Франції (1):

«Нант»: 1978-79